# Gåsnäs
Gåsnäs is een plaats in de gemeente Sollefteå in het landschap Ångermanland en de provincie Västernorrlands län in Zweden. De plaats heeft 56 inwoners (2005) en een oppervlakte van 22 hectare.